# Teen Choice Awards
Teen Choice Awards (Нагороди вибору тінейджерів) — щорічна молодіжна премія, організована телекомпанією Фокс з метою визначити найкращих на телеекрані, музиці, моді та спорті серед молодіжної аудиторії (від 13 до 19 років). Вручається з 1999 року, показується в прямому ефірі на каналі Fox. Переможці отримуютьавтентичну дошку для серфінгу реального розміру, на якій написаний рік події.

## Номінації

### Кіно
- Choice Movie: Дія
- Choice Movie: Актор екшну
- Choice Movie: Акторка екшну
- Choice Movie: Драма
- Choice Movie: Драматичний актор
- Choice Movie: Драматична акторка
- Choice Movie: Романтична комедія
- Choice Movie: Актор романтичної комедії
- Choice Movie: Акторка романтичної комедії
- Choice Movie: Трилер
- Choice Movie: Актор трилер
- Choice Movie: Акторка трилера
- Choice Movie: Комедія
- Choice Movie: Актор комедії
- Choice Movie: Акторка комедії
- Choice Movie: Фентезі
- Choice Movie: Актор фентезі
- Choice Movie: Акторка фентезі
- Choice Movie: Наукова фантастика
- Choice Movie: Актор науково-фантастичного фільму
- Choice Movie: Акторка науково-фантастичного фільму
- Choice Movie: Тематична чоловіча роль
- Choice Movie: Тематична жіноча роль
- Choice Movie: Поцілунок
- Choice Movie: Бійка
- Choice Movie: Лиходій
- Choice Movie: Анімація
- Choice Movie: Hissy Fit

### Телебачення
- Choice TV: Драматичний серіал
- Choice TV: Пригодницький серіал
- Choice TV: Комедійний серіал
- Choice TV: Реаліті-шоу
- Choice TV: Реаліті-змагання
- Choice TV: Late Night
- Choice TV: Тематичний серіал
- Choice TV: Актор д/с
- Choice TV: Акторка д/с
- Choice TV: Актор п/с
- Choice TV: Акторка п/с
- Choice TV: Актор до/с
- Choice TV: Акторка до/с
- Choice TV: Актор т/с
- Choice TV: Акторка т/с
- Choice TV: Parental Unit
- Choice TV: Sidekick
- Choice TV: Лиходій
- Choice TV: Fab-u-lous
- Choice TV: Мультсеріал
- Choice TV: Особистість
- Choice TV: Breakout Star
- Choice TV: Reality/Variety Star
- Choice TV: Female Scene Stealer
- Choice TV: Male Scene Stealer

### Музика
- Choice Music: Сингл
- Choice Music: Співпраця
- Choice Music: Виконавиця-дівчина
- Choice Music: Виконавець-юнак
- Choice Music: Пісня про кохання
- Choice Music: Пісня Hook Up
- Choice Music: Поп-пісня
- Choice Music: Реп-виконавець
- Choice Music: Реп/Хіп-хоп пісня
- Choice Music: R'n'B-виконавець
- Choice Music: R&B-пісня
- Choice Music: Рок-гурт
- Choice Music: Рок-пісня
- Choice Music: Кантрі-група
- Choice Music: Кантрі-виконавиця
- Choice Music: Кантрі-виконавець
- Choice Music: Тематична виконавиця
- Choice Music: Тематичний виконавець
- Choice Music: Гастролі
- Choice Music: Саундтрек
- Choice Music: Реп/Хіп-хоп альбом
- Choice Music: Поп-альбом
- Choice Music: R&B-альбом
- Choice Music: Кантрі-альбом
- Choice Music: Тін-поп

### Літні категорії
- Choice Summer: Кінопригоди
- Choice Summer: Кінокомедія
- Choice Summer: Кінодрама
- Choice Summer: Кіномелодрама
- Choice Summer: Актор
- Choice Summer: Акторка
- Choice Summer: Телешоу
- Choice Summer: Телеактор
- Choice Summer: Телеакторка
- Choice Summer: Hissy Fit
- Choice Summer: Пісня

### Нетрадиційні номінації
- 2010 — Choice — Фільм
- Choice Hottie (ч)
- Choice Hottie (ж)
- Choice Red Carpet Icon (ч)
- Choice Red Carpet Icon (ж)
- Choice — зірка Інтернету
- Choice — нагорода Twitter
- Choice Fab-u-lous!
- Choice — нагорода шанувальників
- Choice — Посмішка

### Спеціальні нагороди

#### Унікальні досягнення
- 2000: Серена Вільямс & Вінус Вільямс
- 2001: Сара Мішель Геллар
- 2002: Різ Візерспун
- 2009: Майлі Сайрус
- 2010: Селена Гомес

#### Нагорода Visionary
- 2005: Гвен Стефані
- 2009 & 2010: Селена Гомес

#### Вища нагорода
- 2003: Майк Маєрс
- 2007: Джастін Тімберлейк
- 2009: Брітні Спірс
- 2010: Селена Гомес & Майлі Сайрус

Спеціальні нагороди не вручаються щорічно.

### Зроби щось
У 2008 році Dosomething.org виступили спонсором The Do Something Award, в якій відзначають видатних, неординарних молодих людей. Дев'ять номінантів, які побачили якусь проблему у світі й почали боротися із нею, отримують $10 000 кожен для продовження розв'язування проблеми. Один із них отримує суперприз $100 000.